# 음핵비대증
음핵비대증 또는 음핵비대는 음핵이 비대한 현상이다. 주로 질병에 의해 생기지만 신체를 개조시키거나 스테로이드를 과용하여 생길 수도 있다.

## 같이 보기
- 왜소음경증